# 傑瑞米·西斯托
傑瑞米·西斯托（英語：Jeremy Merton Sisto，1974年10月6日—）是美國的一位演員和作家。他在HBO電視劇六呎風雲中飾演Billy Chenowith角色。

## 外部連結
- 傑瑞米·西斯托在互联网电影资料库（IMDb）上的資料（英文）
- 互聯網百老匯資料庫（IBDB）上傑瑞米·西斯托的資料（英文）
- Jeremy Sisto的X（前Twitter）